# Entoplocamia
Entoplocamia Stapf é um género botânico pertencente à família Poaceae, subfamília Chloridoideae, tribo Eragrostideae.
O gênero apresenta 3 espécies. Ocorrem na África.

## Espécies
- Entoplocamia aristulata (Hack. & Rendle) Stapf
- Entoplocamia benguellensis Rendle
- Entoplocamia procera Chiov.